# IC 350
IC 350 је спирална галаксија у сазвјежђу Еридан која се налази на листи објеката дубоког неба у Индекс каталогу.
Деклинација објекта је - 11° 48' 3" а ректасцензија 3h 44m 36,6s. Привидна величина (магнитуда) објекта IC 350 износи 13,8 а фотографска магнитуда 14,6. IC 350 је још познат и под ознакама MCG -2-10-10, PGC 13731.